# Xiao Yuncong

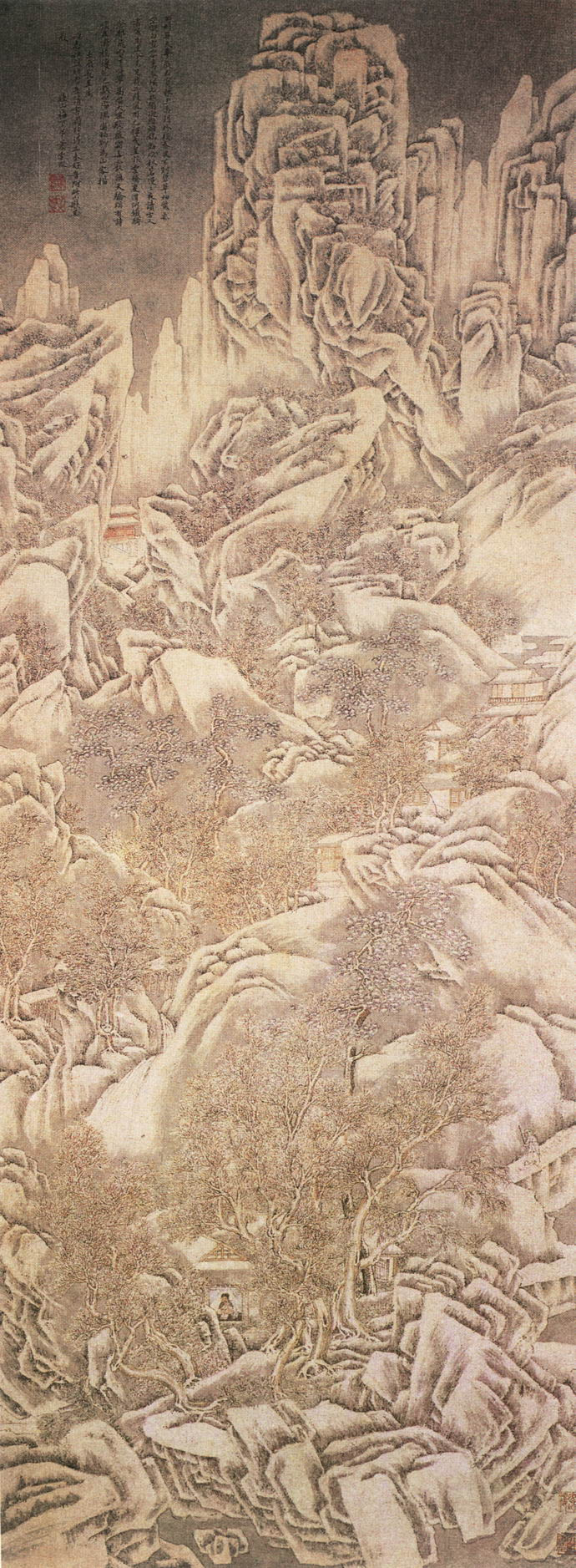
Lecture dans les montagnes enneigées. Xiao Yuncong, 1652. Encre et couleurs sur papier,
124,8 x 47,7 cm

Xiao Yuncong ou Hsiao Yün-Ts'ung ou Siao Yun-Ts'ong, surnom : Chimu, noms de pinceau : Wumen Daoren et Zhongshan Laoren, peintre chinois du XVIIe siècle, né en 1596, originaire de Wuhu ville du sud-est de la province de l'Anhui en Chine, mort en 1673.

## Biographie
Xiao Yuncong est poète et peintre de paysages dans les styles de Wu Zhen, Wang Meng et Ni Zan de la dynastie  Yuan. Il crée le style de l'école régionale de Gushu (à Dangtu province de Jiangsu), qui n'est pas seulement un épigone de l'école de Wu. Ayant refusé un poste officiel à la cour des Qing, il vit retiré mais très apprécié comme peintre, de son vivant.

## Les peintres non affiliés du début desQing
Un grand nombre d'artistes du début des Qing n'appartiennent pas à une école de peinture spécifique. Xiao Yuncong et Mei Qing (1623-1697) sont des paysagistes importants, aux styles personnels caractéristiques. Xiao Yuncong reste loyal aux Ming durant toute sa vie. Ses paysages exécutés dans un style nerveux, sobre, sont influencés par Ni Zan, de la dynastie des Yuan.
Il représente souvent le mont Huang, comme dans Lecture dans les montagnes enneigées. On y voit un lettré solitaire assis à travailler dans la petite cabane de son ermitage montagnard. Ce refuge humain est le seul endroit où apparaissent les touches de couleur claire parmi le sombre décor. Cette composition très remplie est peinte à traits de pinceau fins et méticuleux, et l'encre légère restitue avec succès l'air embrumé d'un jour d'hiver neigeux.

## Styles et traditions
Il n'y a pas de gouffre infranchissable entre les peintres professionnels, les artisans et les peintres lettrés. Ils s'influencent les uns les autres, même si la discrimination réciproque est parfois forte. Quand le style des peintres lettrés est devenu populaire, il a marqué de son empreinte non seulement les peintres de la cour mais aussi de nombreux artisans ou courants picturaux. De leur côté, un certain nombre de peintres lettrés, et aussi d'artisans parmi les plus raffinés, introduisent sciemment dans leurs œuvres les qualités esthétiques, les thèmes et les techniques de la peinture populaire. Par exemple, Chen Hongshou et Xiao Yuncong réalisent de nombreuses illustrations populaires pour des xylographies.

Tons purs parmi monts et eaux. 1664. Rouleau portatif. Encre et couleurs légères sur papier, 30.8 x 781.7 cm. Cleveland Museum of Art

## Musées
- Beijing (Musée du palais impérial).
  - Lecture dans les montagnes enneigées, rouleau mural, encre et couleurs sur papier, daté 1652. (124,8x47,7 centimètres).
- Cleveland (Mus. of Art):
  - Claires sonorités sur les collines et les eaux, daté 1664, encre et couleurs sur papier, rouleau en longueur, signé.
- Los Angeles (County Mus.):
  - Pavillons et ponts à l'ombre des grands pins entre les rochers éclatés au bord des ruisseaux, daté 1669, rouleau en longueur, signé.
- Nankin :
  - Arbres épars sur la terrasse aux nuages, couleurs sur papier, rouleau en longueur.
- Paris Mus. Guimet:
  - Montagnes, daté 1655, encre sur fond or, éventail, signé.
- Pékin (Mus. du Palais):
  - Rochers en terrasses abruptes, daté 1644, signé.
  - Vue panoramique de rivière avec falaises abruptes et petites îles, encre et couleurs sur papier, rouleau en longueur.
  - Homme lisant dans un pavillon sous les arbres dans les falaises crevassées et enneigées, couleurs sur papier, inscription du peintre.
- Shanghai :
  - Montagnes et arbres dans les nuages, couleurs sur papier,rouleau en longueur.